# Esther van Gobseck
Esther van Gobseck é uma personagem criada por Honoré de Balzac em sua Comédia Humana. Nascida em 1805, ela é uma de suas heroínas mais célebres, principal protagonista de Splendeurs et misères des courtisanes. É filha de Sarah van Gobseck, dita “a Bela Holandesa”, prostituta famosa, sobrinha do usurário Jean-Esther van Gobseck. Também prostituta, a alcunha de Esther era “La Torpille” (a Torpedo), pois conseguia arruinar seus amantes.
Aparece já em Gobseck, novela que leva o nome de seu tio, onde ela dá os primeiros passos no mundo da prostituição com 16 anos. Em Illusions perdues, é a lorette do conde des Lupeaulx. Em Une fille d'Eve, é amiga de Florine outra cortesã, e participa do banquete que reúne Raoul Nathan, Émile Blondet e Étienne Lousteau. Em La Rabouilleuse, Florine a sugere a Phillipe Bridau para substituir a dificultosa e exigente Rabouilleuse. Em Ursule Mirouët, ela é a amante de Desiré Minoret-Levreault.
Aos 22 anos, em Splendeurs et misères des courtisanes, ela seduz o barão de Nuncingen, rico banqueiro, a comando do falso abade Herrera (Vautrin). Ela tira do barão somas consideráveis para que seu amante Lucien de Rubempré possa comprar a terra dos Rubempré e reconquistar um título que lhe permita desposar Clotilde de Grandlieu. Esther obedece ao abade criminoso, que a mantém em cativeiro sob a vigilância de Europa e Ásia, duas deliquentes que lhe são devotas. Depois de fazer esperar longamente o barão, Esther decide se envenenar no dia em que finalmente deveria se entregar a ele. Ela morre, ignorando que havia herdado a colossal fortuna de seu tio usurário.
É enterrada no cemitério de Père-Lachaise, ao lado de Lucien de Rubempré, em um esplêndido monumento que o abade Herrera faz erigir em memória de seu protegido.
É mencionada em:
- Le Député d'Arcis;
- Béatrix;
- Le Cousin Pons;
- Les Comédiens sans le savoir;
- Le Père Goriot;
- La Maison Nucingen.

Sua persongem é encarnada no cinema por Madeleine Sologne no filme Vautrin de Pierre Billon em 1943.